# 海军舰队

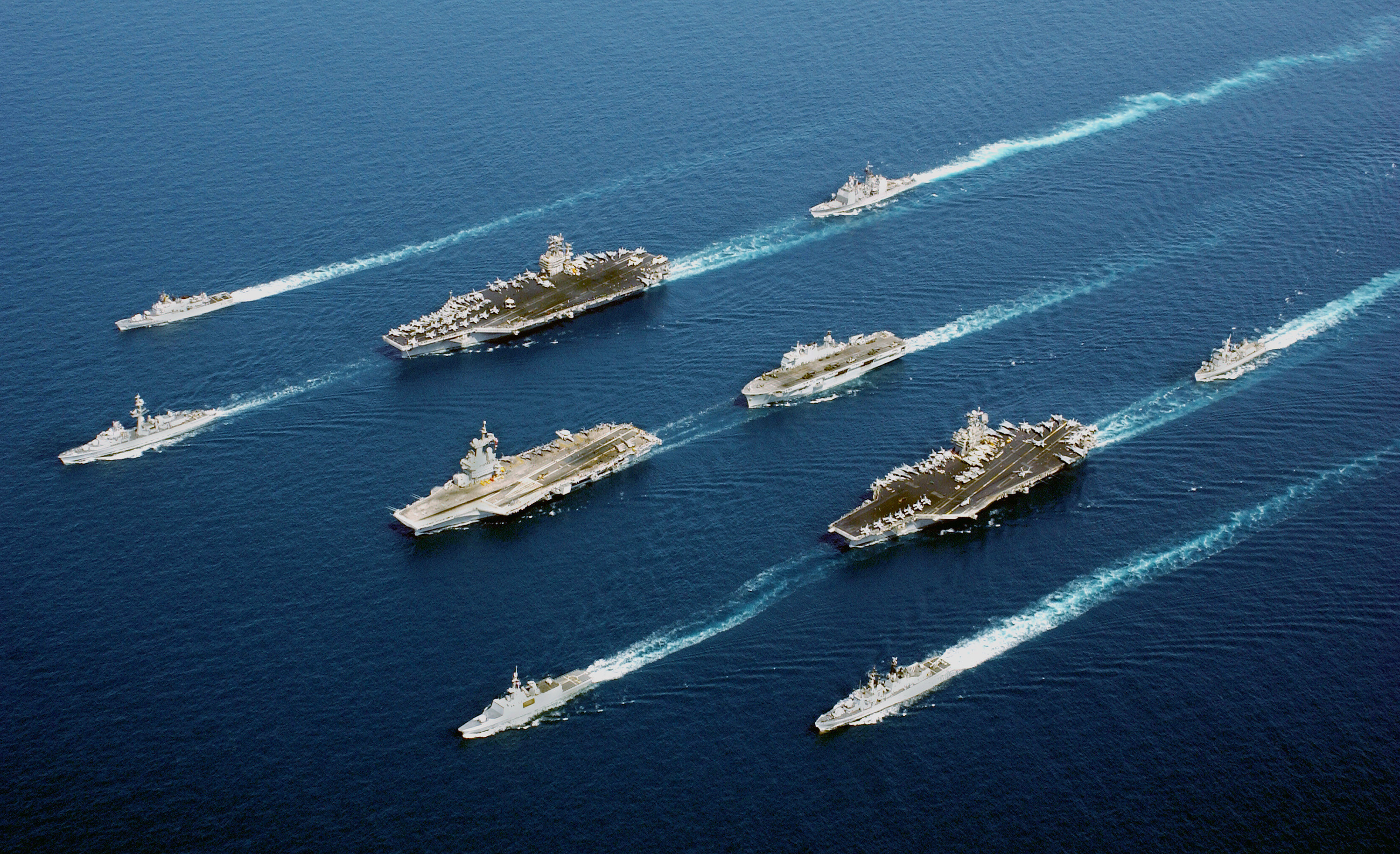
在阿曼海的持久自由军事行动中出现罕见的5国舰队。从左到右分别是：ITS Maestrale（F 570）、FS De Grasse（D 612）、史坦尼斯號（CVN 74）、戴高樂號（R 91）、FS Surcouf（F 711）、羅亞爾港號（CG-73）、HMS Ocean（L 12）、甘迺迪號（CV 67）、HNLMS Van Amstel（F 831）和ITS Luigi Durand de la Penne（D 560）。

海军舰队（Naval fleet）是海军的高级作战兵力集团，有较固定的作战水域，担负某一战略方向海上作战任务的海军战略战役集团；通常是海军中最高级别的建制单位。海军舰队一般都以作战海区的名字命名的，但美国海军也用数字来为海军舰队命名。
海军舰队包括水面舰艇、潜艇、海軍航空兵、海軍陸戰隊、岸防兵以及各种勤务保障部队等兵种部队，并设有舰队陸岸單位。
海军舰队的指挥官，传统上军衔是海军上将，战时甚至是海军元帥或海军五星上將。但很多海军舰队由于规模较小，是由海军中将甚至是海军少将指挥的。传统上，海军舰队由分舰队（Squadron）组成。分舰队有自己的指挥官。分舰队分为若干个支队（Division）。在風帆時代，舰队中的舰只按照在战斗线上的位置被划分到前锋分舰队、中部分舰队、后部分舰队，分别由海军中将、海军上将、海军少将担任指挥官。战舰开始使用蒸汽机的近现代时期，分舰队大多都由同类型的战舰组成，比如战列舰分舰队或巡洋舰分舰队。因此按作战任务临时编组多种类型舰船的兵力集团成为特混舰队。
现代海军舰队的有的设有下属的舰队，如美國海軍太平洋艦隊下属第三艦隊与第七艦隊；有的下设海军基地，如中国人民解放军海军、苏联海军；有的设有区舰队、分舰队或按任务编组的特混舰队。更低层级的舰艇编制单位有总队、支队、大队、中队、分队、小队等。
海军舰队受海军总部领导。有的国家海军舰队在作战上归战区司令部指挥。例如，美国陆海空军军事行动受各个战区的联合作战司令部指挥，部署在印度洋波斯湾的美国海军舰艇的作战行动受美国中央司令部（USCENTCOM）指挥，在印度洋的美国海军第五艦隊无作战指挥权。中国人民解放军海军與南越海軍在1974年爆發的西沙海战，也是由广州军区直接指挥参战舰艇编队的海上指挥所，南海艦隊、榆林海军基地都没有指挥权。
很多国家的海軍只拥有一个舰队，所以在这些国家，“艦隊”往往与“海军”同义。例如，英國皇家海軍设有「皇家海軍艦隊」，下辖第1、第2、第3分艦隊及潜艇舰队等，因此在英国“fleet”一词常常指代英國海軍。
临时性的多國联合艦隊在海軍歷史上很常见。比如1571年，在勒班陀战役中几个国家组成了神圣同盟舰队。在现代，北约在很多次行动中组织多國聯合艦隊，比如说在2001年在地中海舉辦的「積極行動」（Operation Active Endeavour）。

## 现代舰队
现代舰队将水面艦艇、潜艇、补给舰和舰载机联合起来执行海上任务。现代艦隊通常是行政单位，特别是在执行特殊任务的时候。